# Oekraïens tegenoffensief in Zuid-Oekraïne 2022
Het Oekraïense tegenoffensief in Zuid-Oekraïne in 2022 was een militair gevecht dat begon op 29 augustus 2022, als een nieuwe fase tijdens de Russische invasie van Oekraïne. De Oekraïense krijgsmacht begon het tegenoffensief, met als doel het door Rusland bezette en illegaal geannexeerde gebied in Zuid-Oekraïne te heroveren. Door maandenlange intensieve druk van het Oekraïense leger dat de bevoorrading van het Russische leger had ondermijnd, moest Rusland de westoever van de Dnjepr in november prijsgeven. Op 11 november 2022 werd de door Rusland opgegeven stad Cherson bevrijd.
Militaire analisten beschouwen het tegenoffensief als de derde strategische fase van de oorlog in Oekraïne, samen met het gelijktijdige Oekraïense tegenoffensief in Noordoost-Oekraïne en de slag om de Donbas.

## Voorgeschiedenis

### Russisch offensief

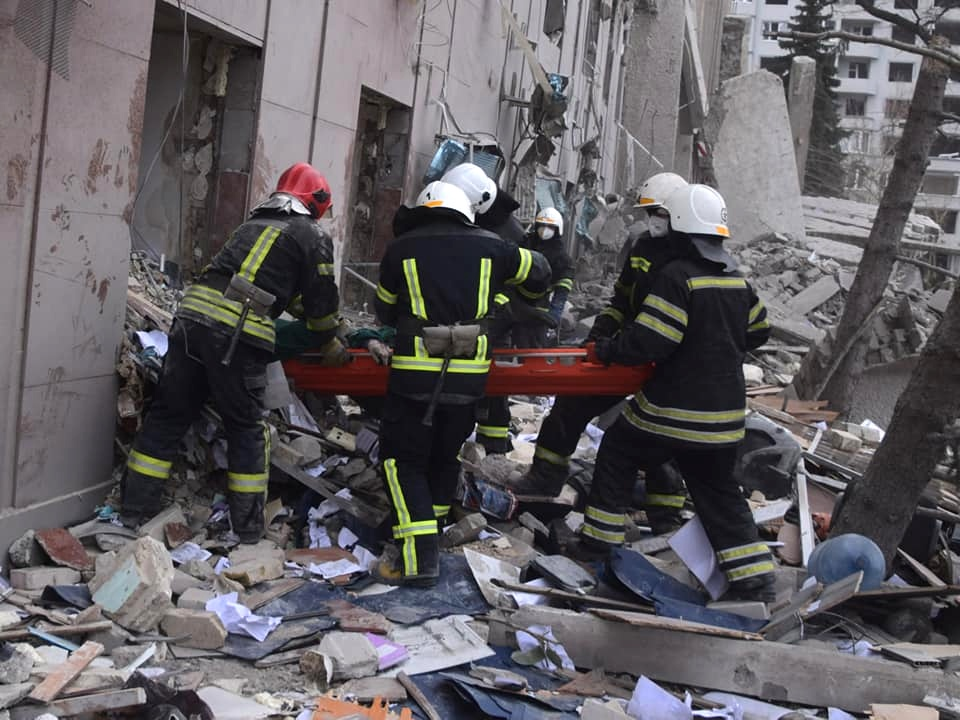
Hulpverleners aan het werk bij een regeringsgebouw in Mykolajiv, na een luchtaanval op 29 maart 2022

Tijdens het Russische Cherson-offensief, dat eind februari 2022 was begonnen, waren Russische troepen de oblasten Cherson, Zaporizja en Mykolajiv binnengevallen. In de begindagen van de invasie veroverde het Russische leger verschillende steden in Zuid-Oekraïne, waaronder Melitopol en Cherson. De Russen verdreven de Oekraïense troepen naar de stad Mykolajiv, in een poging om vanuit het zuidoosten ook Odessa te bereiken. Later, na de Slag bij Voznesensk, werden de Russische troepen op hun beurt teruggedreven. In de oblast Zaporizja drongen de Russische strijdkrachten door tot in het noorden. Hier versloegen zij uiteindelijk de Oekraïense troepen in de Slag bij Enerhodar, de stad naast de kerncentrale van Zaporizja. In het oosten van de oblast Zaporizja bereikten de Russen de grens met de oblast Donetsk.

#### Russische bezetting
Russische troepen begonnen op 2 maart 2022 met de civiel-militaire bezetting van de oblast Cherson. De Russische bezetters hadden naar verluidt een standbeeld van Vladimir Lenin opgericht op het dorpsplein, het Russische leerplan geïntroduceerd in het lokale schoolsysteem, internetservers naar Rusland omgeleid, Russische paspoorten uitgegeven en waren begonnen met het circuleren van de roebel. Begin juli controleerde Rusland 95% van de oblast Cherson en 70% van de oblast Zaporizja. In deze oblasten zijn vermoedelijk honderden burgers ontvoerd door de Russische autoriteiten.
Eind mei erkenden Russische regeringsfunctionarissen dat er plannen waren om de oblasten Cherson en Zaporizja te annexeren en een referendum te houden over aansluiting van deze gebieden bij Rusland. Aanvankelijk stond dit referendum gepland voor eind 2022, maar volgens de Britse inlichtingendienst werd de datum door de Russen al snel vervroegd naar de herfst. Het geplande referendum werd door Oekraïne en de westerse wereld als een 'schijnvertoning' bestempeld.
Op 23 september begonnen de referenda voor annexatie aan Rusland van de vier – inmiddels door Rusland bezette – Oekraïense oblasten Cherson, Zaporizja, Donetsk en Loehansk. Tijdens deze vijfdaagse volksraadpleging werd de bevolking met allerlei pressiemiddelen min of meer gedwongen om een niet-anonieme stem vóór de Russische annexatie uit te brengen.
De stembusgang werd buiten Rusland gezien als onwettig, oneerlijk en onvrij en als een juridische dekmantel beschouwd om de bezette gebieden tot Russisch grondgebied te verklaren. Ter bescherming van dit door Rusland zelf tot Russisch verklaarde grondgebied konden dan volgens de Russische wet alle militaire middelen worden ingezet om het land – in Russische bewoordingen – te verdedigen.
Op 30 september 2022 ondertekende Poetin samen met de separatistische vertegenwoordigers van de vier bezette oblasten, de annexatieverdragen voor opname in de Russische Federatie. Geen van de geannexeerde oblasten stond echter volledig onder Russische controle. Alle inwoners in de bezette gebieden werden vanaf dat moment door Rusland als Rus beschouwd en zij vielen tevens onder de Russische militaire dienstplicht. Voor het verdedigen van het geannexeerde Russische gebied waren alle militaire middelen toegelaten, inclusief tactisch nucleaire wapens. Op 5 oktober 2022 ondertekende president Poetin de vier ratificatiewetten van de annexaties nadat deze door de Doema waren aangenomen, waarmee hij de eenzijdige annexatie van de vier Oekraïense oblasten door Rusland formaliseerde.
Op 19 oktober kondigde Poetin voor de vier geannexeerde regio's de staat van beleg af, wat onder meer betekende dat door de inwerkingtreding van de krijgswet de Russische overheid de burgers strenger zou controleren en dat het leger meer macht zou krijgen.

### Oekraïense tegenaanvallen
Het Oekraïense leger voerde talrijke kleine tegenaanvallen uit op de Russische troepen, waardoor laatstgenoemden in defensieve posities werden gedwongen. Op 11 maart was het Russische offensief in de oblast Mykolajiv op tal van fronten tot stilstand gekomen, wat leidde tot een geleidelijke terugtrekking tegen eind maart. In april verklaarden de Oekraïense autoriteiten dat de Russen zuidwaarts naar de grens met de oblast Cherson waren teruggedreven.
Op 18 april lanceerden Russische troepen en troepen van volksrepubliek Donetsk en Loegansk de Slag om de Donbas, wat leidde tot de noodzakelijke verplaatsing van het merendeel van hun legereenheden naar het oosten. Het Oekraïense leger profiteerde hiervan en behielden hun posities in de oblasten Cherson en Zaporizja. Oekraïense tegenaanvallen dwongen Russische troepen uit verschillende versterkte posities langs de zuidelijke grens van de rivier de Inhoelets. Eind mei lanceerde Oekraïne kleine tegenaanvallen op de grens van de oblast Zaporizja met de oblast Donetsk.
Op 1 juni meldde het Institute for the Study of War (ISW) dat de Oekraïense tegenaanvallen in de oblast Cherson de Russische communicatielijnen langs de Inhoelets met succes hadden verstoord. Kleine delen van het noordwesten van de oblast Cherson en het noorden van de oblast Zaporizja werden herwonnen door Oekraïense troepen; de hoofdlinie van de Russische verdediging trok zich echter niet terug zoals aanvankelijk gepland.

### Partizanenoorlog
Er waren talloze meldingen over partizanen-oorlogen in de bezette gebieden. In de stad Melitopol verklaarden Oekraïense verzetsleiders dat ze op 5 juni honderd Russische militairen hadden gedood. In Cherson pleegden Oekraïense verzetsstrijders een aanslag op een café dat door Russische troepen werd bezocht, waarbij Russische collaborateurs werden gedood. Ook werd Russische militaire infrastructuur vernietigd. Tevens zouden er spoorlijnen zijn vernield en bruggen zijn opgeblazen om de levering van munitie en ondersteuning voor de vijandelijke troepen af te snijden.

## Aanloop naar het tegenoffensief
Oekraïense functionarissen zinspeelden voor het eerst op een grootschalig militair offensief tegen midden juni 2022 en kondigden aan tegen augustus 'zichtbare resultaten' te verwachten. Een Oekraïense generaal zei op 15 juni dat als Oekraïne de nodige wapens zou krijgen, het tegen de zomer een massaal tegenoffensief zou kunnen lanceren.
Op 5 juli lanceerde Oekraïne een grote bombardementscampagne tegen Russische buitenposten in Melitopol, waarbij naar verluidt 200 Russische soldaten omkwamen. Op 7 juli heroverde Oekraïne Slangeneiland, waardoor het land weer toegang kreeg tot waardevolle zeekanalen en graanexportroutes.
Ondertussen probeerde Rusland zijn greep op de oblasten Cherson en Zaporizja te versterken. Van Russische zijde verklaarde men dat baby's die werden geboren in de oblast Cherson, vanaf dat moment automatisch het Russische staatsburgerschap zouden krijgen.

### Aankondiging van de operatie
In de ochtend van 9 juli begonnen de Oekraïense regeringsautoriteiten de inwoners van de oblasten Cherson en Zaporizja te waarschuwen voor het op handen zijnde Oekraïense tegenoffensief. Ze riepen de bevolking op om hun huizen te verlaten. Vooral inwoners van het bezette Cherson werden aangespoord om schuilplaatsen te creëren om 'het Oekraïense tegenoffensief te overleven'. Iryna Veresjtsjoek, Oekraïens vicepremier en minister van Re-integratie van tijdelijk bezette gebieden, waarschuwde voor hevige gevechten en beschietingen en verkondigde dat de 'ZSU eraan kwam'.
Op 9 juli beval de Oekraïense president Volodymyr Zelensky het Oekraïense leger om het bezette gebied te heroveren. Op dezelfde dag verklaarde de Oekraïense minister van Defensie, Oleksij Reznikov, dat Oekraïne een miljoen man sterke strijdmacht aan het verzamelen was voor het offensief. Later zei Reznikov dat er tijdens dit interview een misverstand was opgetreden, en dat het aantal van 1 miljoen in werkelijkheid betrekking had op het totale aantal mensen dat in het Oekraïense leger en de politie diende. Ook ontkende hij dat er sprake was van een 'specifieke offensieve operatie'.
Oekraïense functionarissen verwachtten tegen september 2022 de stad en omgeving van Cherson helemaal heroverd te hebben. Er werd gestaag terrein herwonnen en er werden voorbereidingen getroffen voor een groot offensief.

## Voorbereidende gevechten

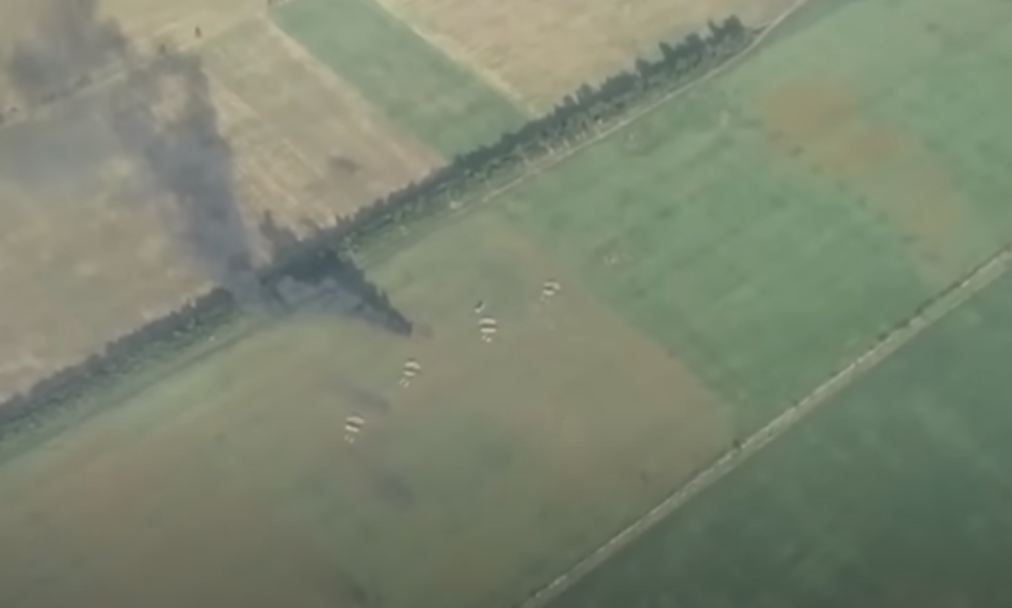
Oekraïens bombardement op het Russische arsenaal in de oblast Mykolajiv, 13 juli 2022.

Op 11 juli meldde het Oekraïense leger dat het in de oblast Cherson het dorp Ivanivka had heroverd. Oekraïense troepen troffen in Nova Kachovka in de oblast Cherson, een Russische commandopost met HIMARS-raketten en beweerden dat ze 52 Russen, waaronder 12 Russische officieren en een Russische generaal-majoor hadden gedood. De Russen gebruikten de inwoners van Melitopol als menselijk schild, door het ze onmogelijk te maken hun stad te verlaten. De Oekraïense vice-premier Iryna Veresjtsjoek riep de vrouwen en kinderen van de oblasten Cherson en Zaporizja op om de regio te ontvluchtten en zo te voorkomen dat de Russen hen als "menselijke schilden" zouden gebruiken. De oproep suggereerde dat er een groot tegenoffensief aanstaande was. Tegen de middag meldden de Oekraïense autoriteiten dat Russische troepen materieel aan het overbrengen waren naar de linkeroever van de Dnjepr, waardoor wegversperringen werden gecreëerd in de stad Cherson ter voorbereiding op straatgevechten.
Op 12 juli viel Oekraïne talrijke Russische militaire doelen en infrastructuur aan.
Op 13 juli beweerde het hoofd van het regionale militaire bestuur van Cherson dat Oekraïne tegenaanvallen lanceerde langs de hele frontlinie Mykolajiv-Cherson-Zaporizja.
Op 14 juli vernietigden Oekraïense troepen een Russisch munitiedepot in Radensk (ongeveer 26 km ten zuidoosten van Cherson) en niet-gespecificeerde Russische posities in Nova Kachovka. Oekraïne bleef in de daaropvolgende week Russische doelen aanvallen en naderden Cherson.
Op 22 juli bevestigden zowel Oekraïense als Russische bronnen dat Oekraïense strijdkrachten een bruggenhoofd hadden over de Inhoelets nabij Lozove. Van daaruit zou het Oekraïense leger kunnen doorsteken naar Nova Kachovka aan de Dnjepr en hiermee een deel van het Russische leger kunnen isoleren. Het Oekraïense leger was al eerder de rivier overgestoken, maar werd toen teruggedreven.
Vanaf 19 juli 2022 werd de strategische Antonivka-wegbrug over de Dnjepr aangevallen met Amerikaanse HIMARS-raketartillerie. De brug raakte hierdoor zwaar beschadigd en deels onbruikbaar. Tegen 23 juli waren alle drie de bruggen over de rivier beschadigd. In de nacht van 26 op 27 juli werd de Antonivka-wegbrug voor de derde keer aangevallen en raakte onbruikbaar voor alle verkeer. Op 27 juli werd ook de spoorbrug onbruikbaar. De belangrijkste brug over de Inhoelets bij Darivka werd op 23 juli onbruikbaar, waardoor de Russen probeerden een pontonbrug aan te leggen. De bezette gebieden ten westen en oosten van de Inhoelets dreigden van elkaar geïsoleerd te raken. De bevoorrading (vooral munitie) was al problematisch geworden doordat grote Russische munitiedepots waren opgeblazen met precisieraketten.
Het aanvallen van bevoorradingsposities en -routes en het uitschakelen van strategische doelen achter de frontlinie, was een militaire strategie tegen een overmacht die ook succesvol werd gebruikt bij de Russische opmars naar Kiev.
Volgens het Britse ministerie van Defensie hadden Russische troepen op 30 juli twee pontonbruggen aangelegd en een veerdienst ingesteld in de buurt van Cherson om rivieren over te steken.
Rusland verplaatste veel troepen en materieel van de Donbas naar het zuidelijk bezette gebied om het dreigende Oekraïense tegenoffensief tegen te houden.
Begin augustus meldde Dmytro Butri van het regionale militaire bestuur van Cherson dat er inmiddels ruim 50 dorpen waren bevrijd in de regio. De dorpen, die volgens Butri nog steeds onder vuur lagen, waren zwaar beschadigd en bijna alle inwoners waren gevlucht.
Het Russische leger bevoorraadde vooral de bezette gebieden ten noordoosten van Cherson, via de Kachovkabrug bij de stuwdam. Er werd bewust burgerverkeer toegelaten over de Kachovkabrug en pontonbruggen, om aanvallen te ontmoedigen. Tevens werd Russische luchtverdediging opgesteld in de residentiële wijken van Cherson. De bevolking werd gebruikt als menselijk schild en strategische infrastructuur werd gemijnd. Nadat er initieel dorpen en plaatsen werden heroverd, werd er in augustus 2022 geen voortgang meer gemeld. De frontlinie in de regio Cherson bestond uit open velden, waar de Russische troepen de Oekraïners van ver zagen aankomen. Daarnaast waren de Russische troepen goed ingegraven in sterke verdedigende stellingen. Om een succesvolle aanval uit te kunnen voeren dienden de aanvallers minstens een drie-tegen-een-overmacht te hebben. De Oekraïense strategie was om de bevoorradingslijnen af te snijden en strategische doelen achter het front aan te vallen met precisieartillerie en raketten. Op 7 augustus 2022 werd de Kachovkabrug wederom aangevallen. Op sociale media werden beelden getoond van zich terugtrekkende Russische troepen in Cherson.
Het Oekraïense tegenoffensief maakte gestaag terreinwinst aan het front. De gedeeltelijke terugtrekking van de Russische troepen in het oosten, gaf kansen aan lokale Oekraïense tegenoffensieven. De families van de Russische bezetters ontvluchtten de stad Cherson, omdat het daar te onveilig werd. De Verenigde Staten pasten hun wapenleveringen aan om het tegenoffensief te steunen. Zo werden er voertuigen geleverd die gebieden konden ontmijnen en werden er antiradarraketten geleverd die luchtafweer en gerichte tegenartillerie konden uitschakelen. Tevens werden Oekraïense troepen in het buitenland (vooral in het VK) opgeleid in offensieve tactieken.
Tevens werden Russische militaire vliegvelden op de Krim bestookt met langeafstandsraketten van een nog onbekend type, waarbij vele vliegtuigen helikopters en munitieopslagplaatsen werden vernietigd. Rusland trok daarop de resterende militaire vliegtuigen terug van de Krim en was nauwelijks meer in staat om luchtsteun te bieden in Cherson.

## Het tegenoffensief

### Westelijk deel oblast Cherson
Op 29 augustus 2022 begonnen de Oekraïners met het tegenoffensief in het zuiden van Oekraïne. Hierbij werden vier dorpen bevrijd en werd de eerste Russische verdedigingslinie op drie plaatsen doorbroken. De Russen beweerden dat de Oekraïense tegenaanval een grote mislukking was. Het Oekraïense offensief was een brede aanval op vrijwel de hele Russische frontlinie ten westen van de Dnjepr. De Russen hadden voldoende militaire uitrusting (voornamelijk artillerie), maar onvoldoende mankracht om tegelijkertijd alle fronten te bemannen. Volgens westerse analisten waren er ongeveer twintigduizend Russische troepen in het gebied aanwezig. Tevens was de bevoorradingsroute van de Russen grotendeels afgesneden door de zwaar beschadigde bruggen over de Dnjepr. Nadat Oekraïne de Russische luchtverdediging in de regio had uitgeschakeld met antiradarraketten, konden de grondtroepen eindelijk luchtsteun ontvangen van de Oekraïense luchtmacht.
Op 4 september 2022 kondigde president Zelensky de herovering van twee niet nader genoemde dorpen in de oblast Cherson en een in de oblast Donetsk aan. De Oekraïense autoriteiten gaven een foto vrij waarop te zien was dat Oekraïense soldaten de Oekraïense vlag hesen in Vysokopillia. Volgens Oleksi Arestovytsj, een adviseur van de Oekraïense president, was het hoofddoel van het offensief niet om terreinwinst te halen, maar de Russische strijdkrachten aan de frontlinie te verzwakken en tegelijkertijd de Russische logistiek te ontregelen door commandoposten achter het front aan te vallen met artillerie en Himars-raketten.
Een week na het begin van het tegenoffensief in Zuid-Oekraïne begon het Oekraïense leger gelijktijdig een succesvol tegenoffensief in het noordoosten van Oekraïne, in de oblast Charkov. Rusland had in reactie op het Oekraïense tegenoffensief in het zuiden extra troepen laten aanrukken uit andere regio’s en daarbij de Russische frontlinie in het noordoosten van Oekraïne verzwakt achtergelaten. In enkele dagen tijd werden duizenden vierkante kilometers terrein heroverd en belangrijke steden zoals Izjoem en Koepjansk bevrijd. Op 10 september heroverde het Oekraïense leger de plaats Bilohorivka, waarmee de oostelijke oblast Loehansk niet langer onder volledige Russische controle stond. Volgens de Oekraïense grenswacht werd op 14 september ook de stad Vovtsjansk, op 3 km van de Russische grens, heroverd.
In het zuiden boekte het Oekraïense leger op 10 september 2022 succes in het dorpje Oleksandrivka in de oblast Cherson. Een woordvoerder van het Zuidelijk Operationeel Commando van Oekraïne, Natalia Goemenjoek, verklaarde op 12 september dat Russische troepen in de oblast Cherson, langs de rechteroever van de Dnjepr, probeerden te onderhandelen over hun overgave. In het zuiden waren de Oekraïense troepen de frontlinie binnengedrongen tot een diepte tussen 4 en 12 km, wat neerkomt op meer dan 500 km² bevrijd gebied. Na twee weken strijd claimde Oekraïne dertien nederzettingen in de oblast Cherson te hebben bevrijd. Volgens Zelensky was er tussen 1 en 13 september zeker 6000 km² grondgebied heroverd in het zuiden en noordoosten van Oekraïne.

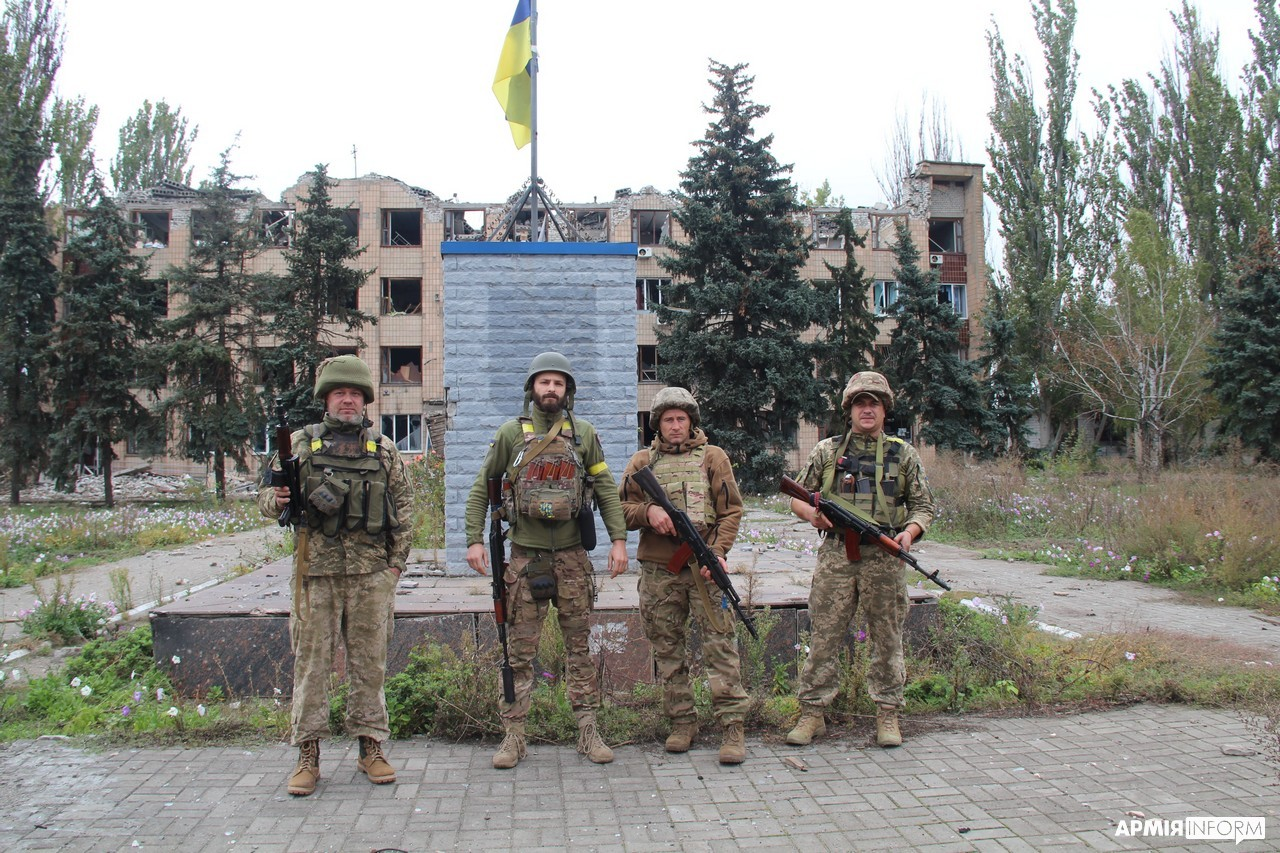
Bevrijding van Oleksandrivka door het Oekraïense leger, Cherson, 27 september 2022

Op 14 september 2022 beschadigden Russische raketten de Karatsjoen-stuwdam gelegen aan de Inhoelets bij Kryvy Rih. Naast overstromingsschade in de stad zelf, ontstond er stroomafwaarts een verhoging van het waterpeil van 2,5 meter. Deze aanval was waarschijnlijk bedoeld om de oversteek van Oekraïense troepen met pontonbruggen in de buurt van Davydiv Brid te verhinderen.
Eind september verwierp president Poetin de voorstellen van militaire leiders om zich terug te trekken uit Cherson. Op 2 oktober 2022 wisten Oekraïense troepen in het noorden van Cherson ten westen van de Dnjepr langs de rivier door de Russische verdediging te breken en 15 km op te rukken naar Doedtsjany. De volgende dag blies het Russische leger daar het bruggedeelte van de verkeersdam in het Doedtsjany-reservoir op waarna ze zich terugtrokken en hergroepeerden in Mylove. Op 4 oktober wist Oekraïne ook vanuit het bruggenhoofd over de Inhoelets bij Davydiv Brid dat een paar maanden eerder was heroverd uit te breken richting het oosten, waardoor het noordelijke front en het noordwestelijke front bij elkaar kwamen. Russische troepen hadden zich teruggetrokken uit het noordelijke gebied van West-Cherson om een volledige omsingeling door het Oekraïense leger te vermijden. Sinds begin september kwamen er vanuit zowel het front in het noordoosten als in het zuiden bijna dagelijks berichten van neergehaalde Russische gevechtsvliegtuigen en helikopters.
Op 6 oktober 2022 verklaarde president Zelensky dat Oekraïne, sinds 1 oktober 2022, 500 km² land en 30 dorpen en steden had heroverd in de oblast Cherson.
Op 9 oktober 2022 verklaarde een Oekraïense militaire woordvoerder dat er 1170 km² land was heroverd in de oblast Cherson sinds de start van het tegenoffensief eind augustus. Er was veel werk nodig om het gebied te consolideren en veilig te stellen. De Russische bezetter liet veel 'verrassingen' (mijnen, valstrikken, etc.) achter die geneutraliseerd moesten worden.
Op 15 oktober 2022 werd het Oekraïense tegenoffensief hervat aan het noordelijke front van Cherson in de richting van Doedtsjany en Mylove.
Op 18 oktober zei de nieuwe commandant van de Russische strijdkrachten in Oekraïne, generaal Sergej Soerovikin, dat de verdediging van Cherson "niet gemakkelijk" was en dat "de vijand voortdurend probeert de posities van Russische troepen aan te vallen".
Op 20 oktober 2022 trok het Russische leger materieel en manschappen terug naar de rechteroever van de Dnjepr. Ze zouden in Cherson ook een brandweerkazerne hebben ontmanteld en de brandweerwagens en andere geconfisqueerde voertuigen hebben meegenomen. Ook de beenderen van Grigori Potjomkin werden uit zijn graf in de Catharinakathedraal geroofd evenals een aantal standbeelden en andere monumenten in de stad. De bezettingsoverheid bereidde de evacuatie van Russische geïmporteerde specialisten, collaborateurs en het bankwezen voor. Volgens Rusland werden burgers uit de stad Cherson geëvacueerd in verband met hun veiligheid en om het de Russische strijdkrachten gemakkelijker te maken om de stad te verdedigen.
Op 22 oktober 2022 gaf de bezettingsoverheid aan alle burgers van Cherson het bevel om de stad onmiddellijk te evacueren. Volgens Oekraïne werden de inwoners van Cherson gedeporteerd. De Russische bezettingsadministratie in Beryslav en de humanitaire hulp in de stad Cherson functioneerden niet meer. Volgens Oekraïne werd de Kachovka-stuwdam aan de Dnjepr gemijnd en zou Rusland, door middel van een valsevlagoperatie, Oekraïne beschuldigen van de vernietiging ervan.
Begin november intensiveerde de bezettingsmacht de invallen, arrestaties en andere filtratiemaatregelen om het verzet op te sporen en te neutraliseren. Russische militairen in burgerkleding namen hun intrek in burgerwoningen. Deze panden waren meestal verlaten, maar soms werden burgers ook uit hun woningen gezet. Op zondag 6 november was er geen elektriciteit in de stad. De Russen beweerden dat dit kwam door Oekraïense aanvallen op elektriciteitsvoorzieningen. Op hun beurt werden de Russen beschuldigd van grootschalige plundering in Cherson en omgeving.
Op 9 november 2022 kwam de door Rusland geïnstalleerde en collaborerende assistent-bevelhebber van Cherson, Kirril Stremoesov om het leven in het oosten van de oblast Cherson; volgens de lezing van de Russen kwam dit door een verkeersongeluk. Diezelfde dag gaf de Russische minister van Defensie Sjojgoe het Russische leger opdracht om zich terug te trekken van de westoever van de Dnjepr. Uit angst voor een hinderlaag ging het Oekraïense leger terughoudend te werk bij de verovering van het gebied. Het Russische leger probeerde nog zoveel mogelijk troepen over de Dnjepr te evacueren, maar werden daarbij gehinderd door Oekraïense artillerie die een spervuur op de oversteekplaatsen loslieten. Een deel van de, door Oekraïense bombardementen al zwaar beschadigde, Antonovski-verkeersbrug werd op 10 november definitief opgeblazen (niet bekend door welke partij). Uit satellietbeelden bleek dat ook een deel van het brugdek van de dam bij Nova Kachovka was opgeblazen. Die dag bevrijdde het Oekraïense leger tientallen dorpen en stadjes in de regio.
Op 11 november 2022 trok het Oekraïense leger de stad Cherson binnen. Nog voor ze arriveerden, hadden burgers op diverse plekken in de stad de Oekraïense vlag gehesen. Vele achtergebleven Russen hadden hun uniform verruild voor burgerkleding nadat het Rusland niet was gelukt om ze te evacueren. Desalniettemin verklaarde Rusland in de vroege ochtend van 11 november de evacuatie als voltooid.
Op 12 november arriveerden politie en technische ploegen in de stad. De Russen bleken de infrastructuur van het elektriciteitsnetwerk volledig onklaar te hebben gemaakt. Naar verwachting zou het, net als na de slag om Kiev, dertig dagen duren om het net te herstellen. De drinkwatervoorziening was eveneens gesaboteerd. Op de dag na de bevrijding arriveerden de eerste bevoorradingen voor de supermarkten. Op 19 november 2022 werd de treinverbinding met het Oekraïense spoornet hersteld en kwam de eerste trein in Cherson aan.

### De oversteek van de Dnjepr
Zodra de rechteroever van de Dnjepr bij Cherson was heroverd op het Russische leger, startte het Oekraïense leger militaire operaties om het deltagebied van de Dnjepr stroomafwaarts van de stad Cherson te heroveren. Dit is een gebied met veel waterlopen, moerassen en eilanden. Tevens bevestigde het Oekraïense leger dat er militaire operaties gaande waren om het strategisch gelegen schiereiland Kinboern te heroveren, zonder daarover in details te treden. Een succesvolle herovering van het gebied zou veel strategische voordelen opleveren en de weg naar de Krim openen.
Op 3 december 2022 hees een Oekraïense verkenningseenheid de Oekraïense vlag aan de linkeroever van de Dnjepr tegenover de stad Cherson. Voor 1 januari 2023 werd het Veliki Potjomkinski-eiland, gelegen tussen de Dnjepr en de Stari Dnipro, ten zuidwesten van de stad Cherson bevrijd. Het eiland heeft geen vaste landverbinding, maar veel residenties langs de waterwegen.
In de nacht van 23 op 24 januari 2023 voerde een Oekraïense legereenheid een verkenningsaanval uit in de buurt van Nova Kachovka waarbij de Dnjepr werd overgestoken.
Op 22 april 2023 hadden de Oekraïense strijdkrachten eilanden en posities veroverd aan de zuidoever van de Dnjepr in de buurt van de stad Cherson.

### Kinboern-landtong
Op 13 november 2022 vond er op de Kinboern-landtong een amfibische landing plaats door licht bewapende speciale Oekraïense troepen. Het Britse ministerie van Defensie concludeerde op 21 november 2022 dat Oekraïne de Kinboern-landtong had heroverd. De Russen hadden bij de aansluiting van Kinboern op het vaste land sterke verdedigingslinies opgetrokken. Op 20 december 2022 bevestigde de Oekraïense legerleiding dat er intensieve artillerieduels bezig waren in en rond het schiereiland Kinboern. Op 29 december zei Alexander Kovalenko, een Oekraïens militair expert, dat de Russen zich waarschijnlijk zouden moeten terugtrekken van de landtong, omdat zij zware verliezen leden door de constante Oekraïense artilleriebombardementen. Op 23 januari 2023 bevestigde de gouverneur van de oblast Mykolajiv, dat de Russen wapensystemen aan het opbouwen waren op de landtong. Begin april 2023 hadden de Russische troepen grote tekorten aan munitie en bevoorradingsproblemen, waardoor ze nauwelijks de overkant van de rivier konden beschieten. Russische soldaten hadden bij de Kinboern-landtong vijfduizend hectare land in brand gestoken, waarbij vier miljoen bomen werden vernield of beschadigd.

### Zaporizjafront
Ten zuiden van Zaporizja was het front in de zomer en herfst grotendeels stabiel. Na de herovering van Cherson vermoedden militaire experts dat Oekraïne daar mogelijk een nieuw offensief zou starten om door te breken richting richting Melitopol en de Zwarte Zee. De poging om deze doorbraak te forceren zou echter pas in juni 2023 aanvangen als onderdeel van het Oekraïens zomeroffensief van 2023.

## Slachtoffers

### Militaire slachtoffers
Rusland claimde sporadisch Oekraïense slachtoffers. Het Zuidelijk Operationeel Commando van het Oekraïense leger schatte dagelijks het aantal Russische slachtoffers.
|                               | Slachtoffers | Periode         | Bron                            |
| ----------------------------- | ------------ | --------------- | ------------------------------- |
| Oekraïense troepen (ZSU, NHU) | Onbekend     |                 |                                 |
| Russische troepen             | 522+ gedood  | 11-21 juli 2022 | Zuidelijk Operationeel Commando |